# 吳德榮 (清朝)
吳德榮（?—?），清朝政治人物。
道光26年（1846年），擔任清朝遵义府婺川縣知縣。后由林堯年接任。